# Arnold z Selenhofen
Arnold z Selenhofen (ur. między 1095 a 1100, zm. 24 czerwca 1160 w Moguncji) – książę-arcybiskup Moguncji od 1153.

## Życiorys
Pochodził z urzędniczej rodziny spod Moguncji, studiował w Paryżu. W 1138 został prepozytem w Akwizgranie, w 1141 w Aschaffenburgu i w 1149 w Moguncji, pełnił też funkcje urzędnicze na dworze arcybiskupim w Moguncji. Już w 1138 pojawił się na dworze królewskim, a w 1151 został mianowany przez Konrada III kanclerzem. Na urzędzie tym potwierdził go następca Konrada, Fryderyk I Barbarossa. Sprawował go do 1153, kiedy to dzięki łasce Fryderyka został arcybiskupem Moguncji. Mimo poparcia cesarskiego, spotkał się z dużym oporem kleru i mieszczaństwa mogunckiego, które swoje apogeum znalazło w momencie, gdy Arnold nałożył podatek przeznaczony na sfinansowanie drugiej wyprawy włoskiej Fryderyka. Doszło do otwartej rebelii, a gdy Arnold wrócił z Italii, został zamordowany w mogunckim klasztorze św. Jakuba podczas negocjacji z powstańcami.